# Novokain (film)
A Novokain (eredeti cím: Novocaine) 2025-ben bemutatott amerikai akció filmvígjáték, amelyet Lars Jacobson forgatókönyvéből Dan Berk és Robert Olsen rendezett. A főbb szerepekben Jack Quaid, Amber Midthunder, Ray Nicholson, Betty Gabriel, Matt Walsh és Jacob Batalon látható. 
Az Amerikai Egyesült Államokban 2025. március 14-én mutatta be a Paramount Pictures. Magyarországon a UIP Dunafilm forgalmazásában, április 17-én került a mozikba. Általánosságban pozitív véleményeket kapott a kritikusoktól.

## Cselekmény
Nathan Kane egy szelíd, introvertált, veleszületett fájdalomérzéketlenséggel és hiperhidrózissal küzdő férfi, aki egy San Diegó-i hitelszövetkezetben dolgozik menedzserasszisztensként. Munkatársa, Sherry Margrave romantikus érdeklődést mutat iránta, de Nathan az állapota és a nőkkel kapcsolatos tapasztalatlansága miatt hezitál. Egy bárban, miközben Sherryvel van, Nathan találkozik középiskolai bántalmazójával, aki „Novokainnak” becézi őt. Sherry azzal áll bosszút Nathanért, hogy becsapja a kötekedőt; egy adag csípős szószt itat meg vele, ezután együtt töltik az éjszakát.
Másnap reggel, karácsony estéjén egy Mikulásnak öltözött rablóbanda Simon Greenlee vezetésével kirabol egy bankot, és túszul ejti Sherryt. Nathan impulzívan ellop egy rendőrautót, hogy üldözőbe vegye a kocsit, amelyben Sherryt fogva tartják, de rossz autó után megy, és egy étterem konyhájában összetűzésbe keveredik egy másik rablóval, Ben Clarkkal. Végül lelövi Bent, de csúnyán megégeti a kezét, miközben előveszi Ben fegyverét a fritőzből.
Észrevéve Ben tetoválását, Nathan felkeresi Zeno tetoválóművészt, és kicsikarja belőle Ben címét, remélve, hogy megtalálja Sherryt. Egy kis dulakodás után Nathannek sikerül megszereznie Ben vezetéknevét is, majd felhívja egyetlen barátját, Roscoe Dixont. Ők ketten még sosem találkoztak személyesen, de végül Nathan megtudja tőle Ben lakcímét. Ben házában csapdák vannak, Nathan pedig beleesik; kétségbeesésében felhívja Roscoe-t. Ben testvére, Andre belép a házba, és kínozni kezdi Nathant, aki úgy tesz, mintha fájdalmat érezne. Roscoe megjelenik, és együtt legyőzik és megölik Andrét. Mincey Langston rendőrtiszt és társa, Coltrane Duffy megérkezik a házhoz, és letartóztatják Roscoe-t, aki közben ruhát cserélt Nathannel.
Nathan megtalálja Sherryt és Simont az autószerelő műhelyben, és rájön, a lány Simon nővére és a rablásban részt vett; eredetileg el akarta csábítani Nathant, hogy megtudja a bank széfjének kódját, de valódi érzelmeket táplál iránta. Simon Sherry tiltakozása ellenére megpróbálja megölni Nathant, de a kiérkező Coltrane lelövi, Sherryt és Nathant pedig letartóztatják. Simon viszont lelövi Coltrane-t, és egy mentőautóban elmenekül Nathannel. Sherry kiszabadul a bilincsekből, és a mentőautó után fut, míg Roscoe a sérült Minsyt kórházba viszi.
Miután Nathan magához tér, kiszabadítja magát a bilincsekből, és defibrillálja Simont, aki ettől elájul. Nathant megunva Simon eltöri a karját, amikor Sherry megjelenik. Amikor Simon éppen meg akarja ölni Sherryt, Nathan adrenalinadagot fecskendez magába, és megöli Simont; a karjának szabadon maradt csontjával állon szúrja, ami után a sérüléseitől végleg kimerülve elájul.
Amikor Nathan két héttel később magához tér a kórházban, megtudja, hogy hosszú börtönbüntetés helyett hat hónap házi őrizetre ítélték, mert megmentette egy rendőr életét, akinek autójával üldözőbe vette Sherryt.
Egy évvel később meglátogatja Sherryt, aki a rablásban vállalt szerepéért kiszabott rövid büntetésének a vége felé jár. Megosztoznak egy meggyes pitén, az első fizikai ételen, amit Nathan valaha is evett, és amivel Sherry megismertette őt az első randevújukon. Miközben a börtönőrök visszavezetik Sherryt a cellájába, Nathan rágcsálva mosolyog.

## Szereplők
| Szereplő                | Színész          | Magyar hang     | Leírás                                                          |
| ----------------------- | ---------------- | --------------- | --------------------------------------------------------------- |
| Nathan "Novokain" Caine | Jack Quaid       | Szatory Dávid   | Egy védett környezetben élő bankvezető, aki nem érez fájdalmat. |
| Sherry Margrave         | Amber Midthunder | Laudon Andrea   | Nathan szerelme, akit bankrablók rabolnak el.                   |
| Simon Greenly           | Ray Nicholson    | Gacsal Ádám     | Bankrabló.                                                      |
| Roscoe Dixon            | Jacob Batalon    | Kisfalusi Lehel | Nathan online játékos barátja.                                  |
| Mincy Langston          | Betty Gabriel    | Solecki Janka   | A San Diegó-i rendőrség tisztjei.                               |
| Coltraine Duffy         | Matt Walsh       | Rosta Sándor    | A San Diegó-i rendőrség tisztjei.                               |
| Andre Clark             | Conrad Kemp      | Pál Tamás       | Bankrabló.                                                      |
| Ben Clark               | Evan Hengst      | Hám Bertalan    | Bankrabló, Andre testvére.                                      |
| Nigel                   | Craig Jackson    | Bordás János    | Nathan menedzsere.                                              |
| Earl                    | Lou Beatty Jr.   | Kajtár Róbert   | Nate egyik ügyfele a bankban.                                   |
| Zeno                    | Garth Collins    | Orbán Gábor     | Tetoválóművész és Ben ismerőse.                                 |

### Magyar változat
- Magyar szöveg: Speier Dávid
- Hangmérnök: Salgai Róbert
- Vágó: Bogdán Gergő
- Gyártásvezető: Bogdán Anikó
- Szinkronrendező: Dobay Brigitta
- Produkciós vezető: Németh Napsugár

A szinkront az Iyuno Hungary készítette.

## A film készítése
2023 októberében bejelentették, hogy Jack Quaid lesz a főszereplője a Novokain című akcióthriller filmnek, amelyet Lars Jacobson forgatókönyvéből Dan Berk és Robert Olsen rendezett. Ez az első film a FilmNation Entertainment Infrared nevű produkciós cégtől. 2024 februárjában a Paramount Pictures megvásárolta a filmet, és Amber Midthunder szerepét is bejelentették. Márciusban Ray Nicholson, Jacob Batalon, Betty Gabriel és Matt Walsh csatlakozott a szereplőgárdához.
A forgatás 2024. április 8-án kezdődött a dél-afrikai Fokvárosban. A filmet a Domain Entertainment finanszírozta.

## Fogadtatás

### Bevételi adatok
2025. március 28-ig a Novokain 17,7 millió dolláros bevételt ért el az Amerikai Egyesült Államokban és Kanadában, 5,3 millió dollárt más területeken, ami világszerte összesen 23 millió dollárt hozott. 
Az Egyesült Államokban és Kanadában a Fekete táska, az Opus, a The Last Supper és a The Day the Earth Blew Up: A Looney Tunes Movie című filmek mellett mutatták be, és a nyitóhétvégén 3365 moziban 7-12 millió dolláros bevételre számítottak. A film az első napon 3,9 millió dollárt hozott, ebből 1,8 millió dollárt az előzetes vetítésekből. Ezt követően 8,8 millió dollárral debütált, és ezzel a 2025-ös év eddigi legalacsonyabb bevételű hétvégéjén (54,7 millió dollár az összes mozikba kerülő film esetében) a kasszasikerlista élére került. A második hétvégén 3,7 millió dollárt hozott (58%-os visszaesés), így a negyedik helyre csúszott vissza.

### Kritikai visszhang
A Rotten Tomatoes weboldalon  82%-os értékelést kapott 177 kritika alapján, az átlagos értékelése 6,6 pont a 10-ből. A honlapon a konszenzus szerint: „Jack Quaid és Amber Midthunder jelentős bájával adrenalin löketet kap, miközben egyre őrültebb módokat talál a koncepció felhasználására, a Novokain a fájdalom ellentéte.” A Metacritic oldalán 35 kritikus alapján 60 pontot kapott a 100-ból, ami „vegyes vagy átlagos” értékelést eredményezett. A CinemaScore által megkérdezett közönség átlagosan „B” osztályzatot adott a filmnek egy A+-tól F-ig terjedő skálán, míg a PostTrak felmérésében részt vevők 84%-ban pozitívan értékelték a filmet, 58%-uk pedig azt mondta, hogy „mindenképpen ajánlaná”.